# Метод ван Аркеля — де Бура

Метод ван-Аркеля-де-Бура

Ме́тод ван А́ркеля — де Бу́ра — метод отримання металів високої чистоти. Метод розроблений у 1925 році Антоном Едуардом ван Аркелем і Яном Гендріком де Буром.
Метод ґрунтується на здатності металів утворювати леткі сполуки з йодом, розкладаючи які, вдається отримати вільний від домішок елемент (титан, цирконій, гафній, торій, хром, реній, а також неметали — бор, кремній).

## Процес

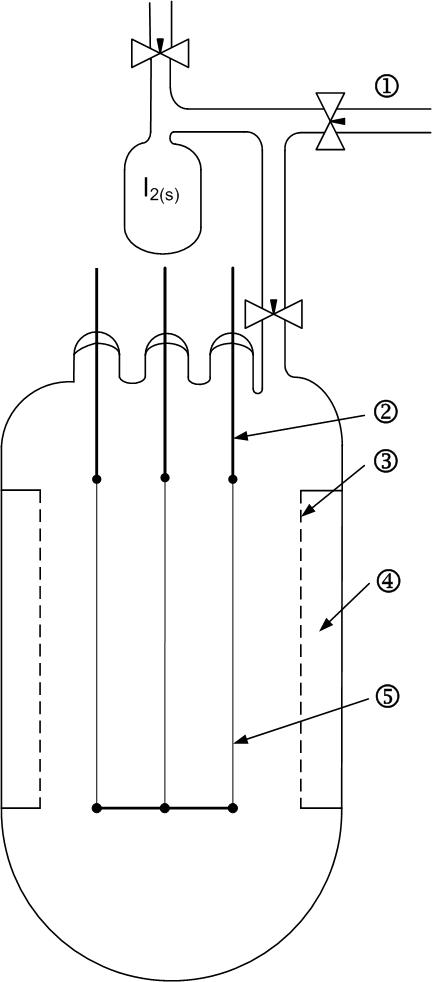
Апарат для очищення металів методом Ван-Аркеля-де-Бура. 1: до вакуумної помпи, 2: 6 мм молібденовий електрод, 3: молібденова сітка, 4: камера для сировини, 5: 0,06 мм вольфрамовий дріт

Неочищені метали з добавкою деякої кількості йоду поміщають на дно герметичної камери. Зону камери, де знаходиться ця суміш, розігрівають до температури 400—800 °C (залежно від очищуваного металу), при цій температурі утворюється йодиди металу і які при такій температурі знаходиться в газоподібному стані. Потім йодид металу потрапляє в зону камери, нагріту до температури його розкладання (1300—1700 °C). В ній відбувається розкладання йодиду з виділенням чистого металу на стінках камери. Йод, що залишився після розкладання потрапляє назад в зону низької температури, взаємодіє з новою порцією металу, і цикл повторюється, поки в зоні низької температури не залишаються домішки, які з йодом не взаємодіють.
{\displaystyle \mathrm {Ti+2I_{2}\rightleftharpoons TiI_{4}} } (Реакція утворення: 600 °C; розкладу: 1200 °C)
Висока температура, необхідна для розкладання йодиду, може створюватися пропусканням електричного струму через закріплений в камері дріт. У такому випадку метал осідає не на стінках посудини, а на дроті, утворюючи своєрідні кристалічні «злитки».

## Галогенова лампа
Такий самий процес використовує в роботі й галогенова лампа. При високій робочі температурі на скляних стінках лампи сублімуються атоми вольфраму з вольфрамової нитки розжарення лампи. У інертну (аргон) атмосферу лампи додані невеликі кількості хлору чи йоду. Ці домішки реагують з утворенням WCl4 чи WI4 та переносять вольфрам назад на нитку розжарення, оберігаючи таким чином її від «зношування», що дозволяє своєю чергою підвищити її потужність.

## Продукти отримані з використанням методу

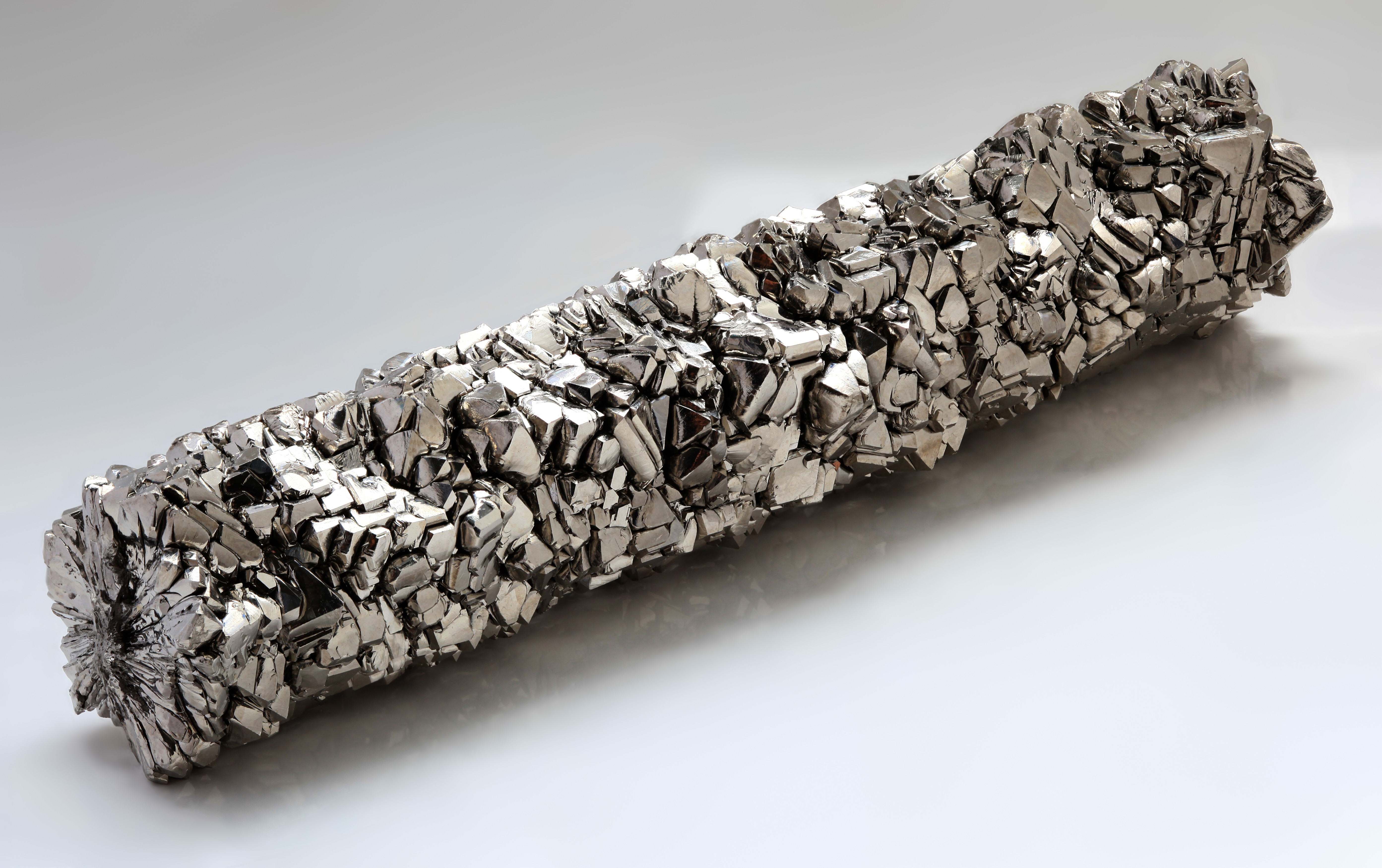
Кристалічний титан, 99,995%
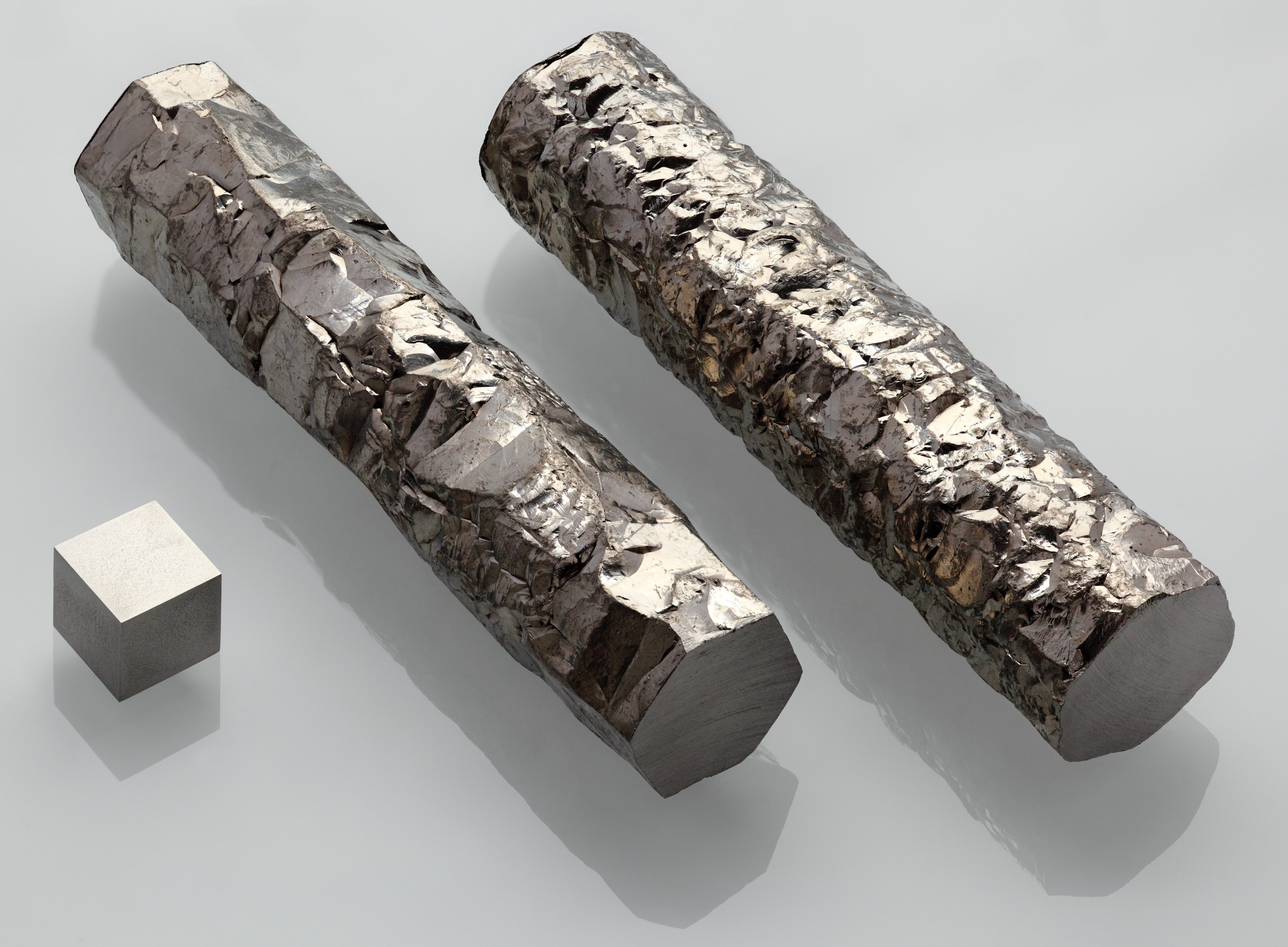
Цирконій, 99,97%
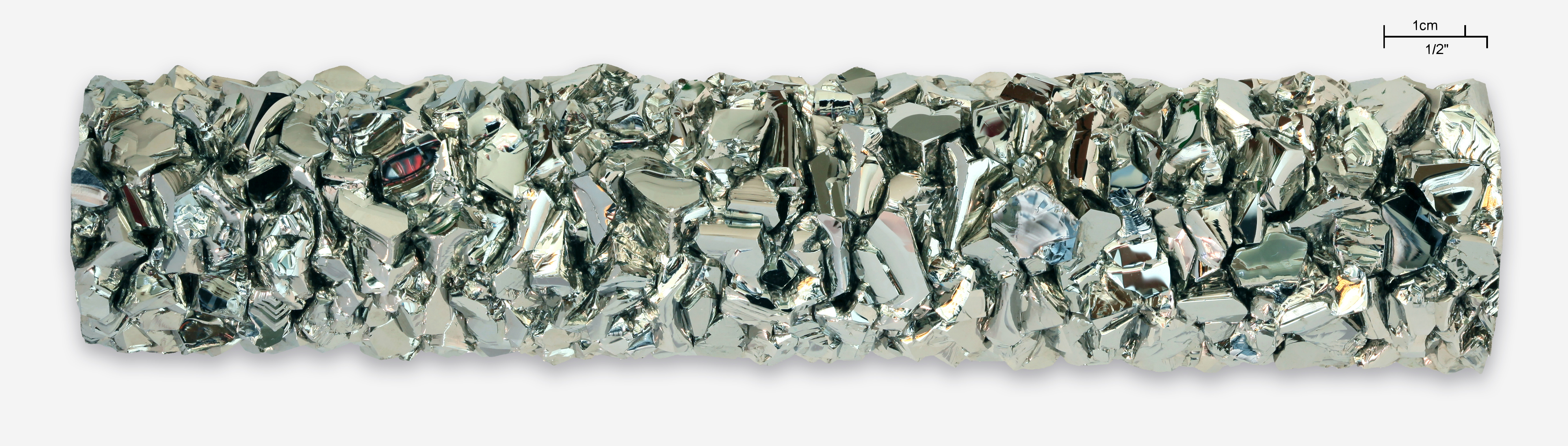
Гафній, >99,9%
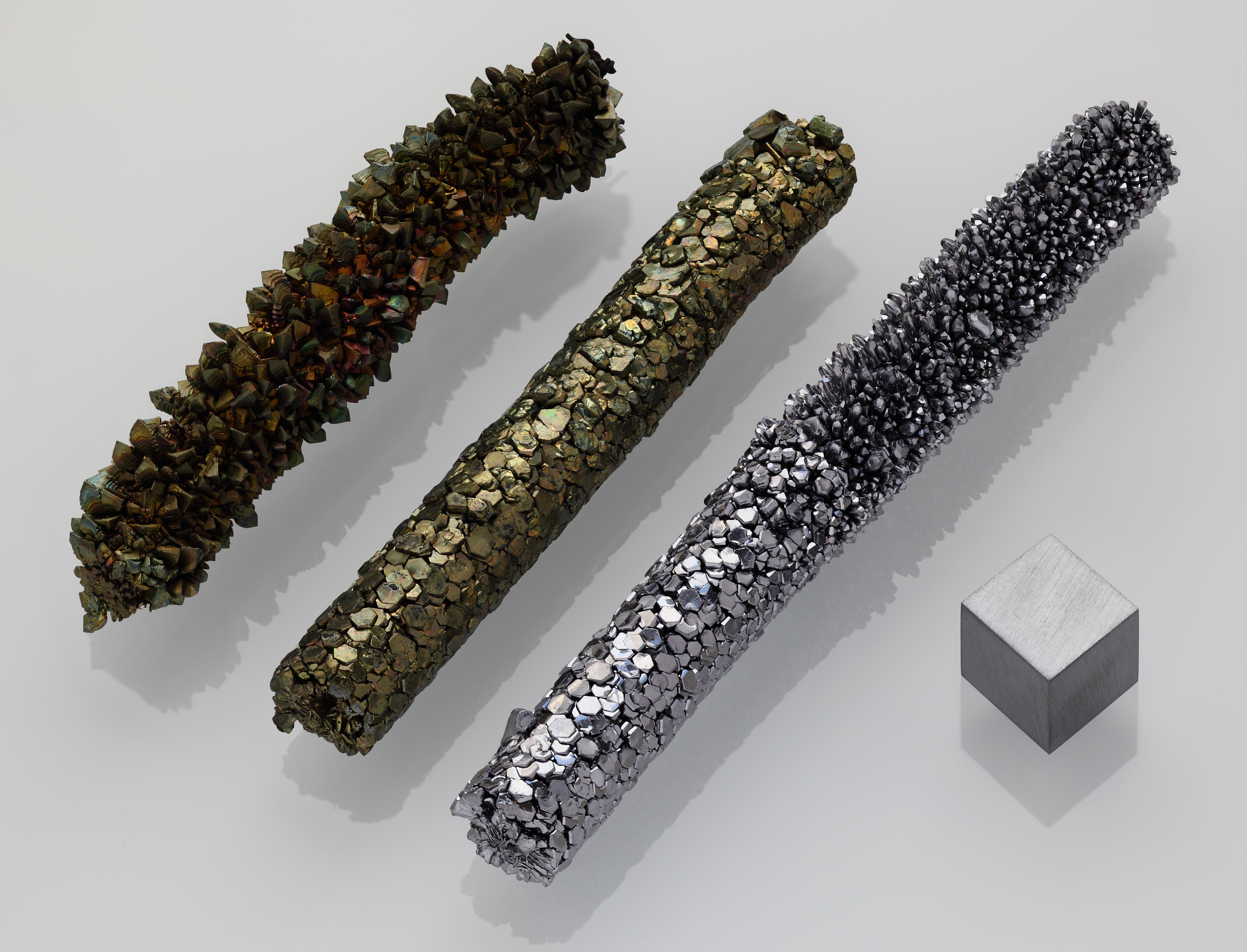
Ванадій

## Промислове використання методу
У промислових масштабах йодидне рафінування гафнію почало здійснюватися з 1951 році, коли в США було отримано понад 227 кг йодидного гафнію. У 1952 році фірма розпочала виробництво йодидного гафнію за замовленням Комісії з атомної енергії США.